# Jiří Plíšek
Jiří Plíšek (Aš, 21 agosto 1972) è un allenatore di calcio ed ex calciatore ceco, fino al 1993 cecoslovacco.

## Palmarès

### Allenatore
- Coppa della Repubblica Ceca: 1

Teplice: 2008-2009